# Sima Avramović

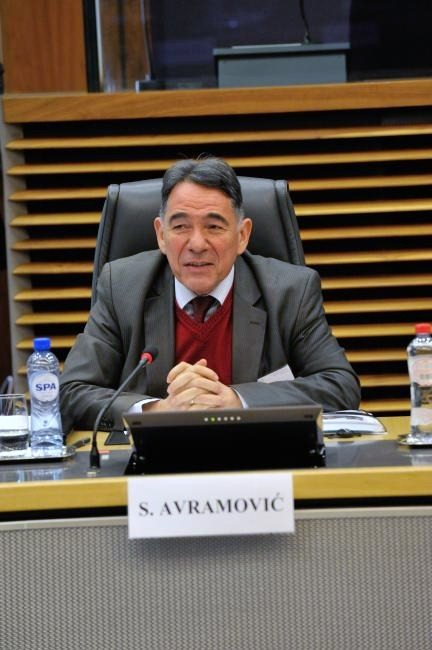
Sima Avramović (2012)

Sima Avramović (serbisch-kyrillisch Сима Аврамовић, * 19. Juli 1950 in Belgrad, Jugoslawien) ist ein serbischer Jurist und Rechtshistoriker. Seine Forschungsschwerpunkte sind vor allem vergleichende Rechtsgeschichte, Römisches Recht und Rhetorik.
Avramović studierte bis 1977 in Belgrad und schloss sein Studium mit einer Arbeit über das Stadtrecht von Gortys ab. 1981 folgte die Promotion mit einer Arbeit über Testierfreiheit im antiken Griechenland. Im Folgejahr wurde er Assistant Professor, 1988 Associate Professor der Universität Belgrad, bevor er 1993 auf einen Lehrstuhl berufen wurde. Er war Dekan der Rechtswissenschaftlichen Fakultät der Universität Belgrad und Präsident des Senats der Universität Belgrad.
2021 wurde er zum serbischen Botschafter beim Heiligen Stuhl ernannt.

## Werk
Zum umfangreichen Werk Avramovićs gehören:
- Early Greek Law and the Code of Gortyn, Belgrad 1977. (Abschlussarbeit, serbisch)
- Evolution of Testamentary Freedom in Ancient Greek Law, Belgrad 1981. (Dissertation) (serbisch)
- The Court Speeches of Isaeus and the Law of Athens, Belgrad 1988. (serbisch)
- Isaeo e il diritto attico, Neapel 1997. (ausgezeichnet mit dem Premio romanistico internazionale Gérard Boulvert)
- Ars rhetorica, Belgrad 2002. (ausgezeichnet mit dem FRY Official Gazette Award) (serbisch)
- General Legal History, 3 Bde., Belgrad 1999–2004. (serbisch)
- Comparative Legal Traditions, Belgrad 2006. (serbisch)
- State-Church Law in Serbia, Belgrad 2007. (serbisch)
- Rhetorike techne, Belgrad 2009. (serbisch)
- Foundations of Modern Democracy, Selection of Declarations and Charters on Human Rights, Belgrad 2011. (serbisch)